# سلطان ماروین گاردنز
سلطان ماروین گاردنز (انگلیسی: The King of Marvin Gardens) یک فیلم درام با بازی جک نیکلسون، بروس درن و الن برستین به کارگردانی باب رافلسون می باشد که در سال ۱۹۷۲ منتشر شد.